# Rolling Stone – 100 největších umělců všech dob
100 největších umělců (v anglickém originále 100 Greatest Artists) je žebříček nejvlivnějších umělců z éry rokenrolu sestavený podle ankety časopisu Rolling Stone z roku 2004, který byl aktualizován v roce 2011.
| 1. The Beatles 2. Bob Dylan 3. Elvis Presley 4. The Rolling Stones 5. Chuck Berry 6. Jimi Hendrix 7. James Brown 8. Little Richard 9. Aretha Franklin 10. Ray Charles 11. Bob Marley 12. Beach Boys 13. Buddy Holly 14. Led Zeppelin 15. Stevie Wonder 16. Sam Cooke 17. Muddy Waters 18. Marvin Gaye 19. The Velvet Underground 20. Bo Diddley 21. Otis Redding 22. U2 23. Bruce Springsteen 24. Jerry Lee Lewis 25. Fats Domino 26. Ramones 27. Nirvana 28. Prince 29. The Who 30. The Clash 31. Johnny Cash 32. Smokey Robinson & The Miracles 33. The Everly Brothers 34. Neil Young 35. Michael Jackson 36. Madonna 37. Roy Orbison 38. John Lennon 39. David Bowie 40. Simon & Garfunkel 41. The Doors 42. Van Morrison 43. Sly & the Family Stone 44. Public Enemy 45. The Byrds 46. Janis Joplin 47. Patti Smith 48. Run-D.M.C. 49. Elton John 50. The Band 51. Howlin' Wolf 52. The Allman Brothers Band 53. Eric Clapton 54. Dr. Dre 55. Grateful Dead 56. Parliament-Funkadelic 57. Aerosmith 58. Sex Pistols 59. Louis Jordan 60. Joni Mitchell 61. Tina Turner 62. Etta James 63. Phil Spector 64. The Kinks 65. Al Green 66. Cream 67. The Temptations 68. Jackie Wilson 69. Carl Perkins 70. The Police 71. Frank Zappa 72. AC/DC 73. Radiohead 74. Hank Williams 75. The Eagles 76. The Shirelles 77. Beastie Boys 78. The Stooges 79. The Four Tops 80. Elvis Costello 81. The Drifters 82. Eminem 83. N.W.A. 84. James Taylor 85. Black Sabbath 86. 2Pac 87. Gram Parsons 88. Miles Davis 89. The Yardbirds 90. Carlos Santana 91. Ricky Nelson 92. Guns N' Roses 93. Booker T. & the M.G.'s 94. Nine Inch Nails 95. Lynyrd Skynyrd 96. Martha & The Vandellas 97. Diana Ross & The Supremes 98. Roxy Music 99. Curtis Mayfield 100. Lee „Scratch“ Perry | 1. The Beatles 2. Bob Dylan 3. Elvis Presley 4. The Rolling Stones 5. Chuck Berry 6. Jimi Hendrix 7. James Brown 8. Little Richard 9. Aretha Franklin 10. Ray Charles 11. Bob Marley 12. The Beach Boys 13. Buddy Holly 14. Led Zeppelin 15. Stevie Wonder 16. Sam Cooke 17. Muddy Watters 18. Marvin Gaye 19. The Velvet Underground 20. Bo Diddley 21. Otis Redding 22. U2 23. Bruce Springsteen 24. Jerry Lee Lewis 25. Fats Domino 26. The Ramones 27. Prince 28. The Clash 29. The Who 30. Nirvana 31. Johnny Cash 32. Smokey Robinson and the Miracles 33. The Everly Brothers 34. Neil Young 35. Michael Jackson 36. Madonna 37. Roy Orbison 38. John Lennon 39. David Bowie 40. Simon and Garfunkel 41. The Doors 42. Van Morrison 43. Sly and the Family Stone 44. Public Enemy 45. The Byrds 46. Janis Joplin 47. Patti Smith 48. Run-DMC 49. Elton John 50. The Band 51. Pink Floyd 52. Queen 53. The Allman Brothers Band 54. Howlin' Wolf 55. Eric Clapton 56. Dr. Dre 57. Grateful Dead 58. Parliament/Funkadelic 59. Aerosmith 60. Sex Pistols 61. Metallica 62. Joni Mitchell 63. Tina Turner 64. Phil Spector 65. The Kinks 66. Al Green 67. Cream 68. The Temptations 69. Jackie Wilson 70. The Police 71. Frank Zappa 72. AC/DC 73. Radiohead 74. Hank Williams 75. The Eagles 76. The Shirelles 77. Beastie Boys 78. The Stooges 79. The Four Tops 80. Elvis Costello 81. The Drifters 82. Creedence Clearwater Revival 83. Eminem 84. James Taylor 85. Black Sabbath 86. Tupac Shakur 87. Gram Parsons 88. Jay-Z 89. The Yardbirds 90. Carlos Santana 91. Tom Petty and the Heartbreakers 92. Guns N' Roses 93. Booker T. and the MG's 94. Nine Inch Nails 95. Lynyrd Skynyrd 96. Diana Ross and the Supremes 97. R.E.M. 98. Curtis Mayfield 99. Carl Perkins 100. Talking Heads |